# Pra (affluente dell'Oka)
Il Pra (in russo Пра?) è un fiume della Russia europea centrale (Oblast' di Mosca e di Rjazan'), affluente di sinistra della Oka (bacino idrografico del Volga).

## Descrizione
Il fiume ha origine dal lago Sviatoe e scorre attraverso le foreste della pianura di Meščëra verso sud, sud-est ed est. Nella parte superiore scorre attraverso i laghi Klepikovskie, dividendosi in due canali. Nel basso corso scorre attraverso il territorio della Riserva statale di Oka. Il fiume ha una lunghezza di 167 km. L'area del suo bacino è di 5 520 km².
Si trova lungo il fiume la città di Spas-Klepiki (centro amministrativo del distretto di Rjazan').